# هنری اس. گیر
هنری اس. گیر (به انگلیسی: Henry S. Geyer) سناتور سابق عضو حزب دموکرات ایالات متحده آمریکا بود. وی در سال ۱۸۵۱ تا ۱۸۵۵ و ۱۸۵۵ تا ۱۸۵۷ میلادی سناتور ایالت میزوری در سنای ایالات متحده آمریکا بود.